# Romance dos três Reis Magos

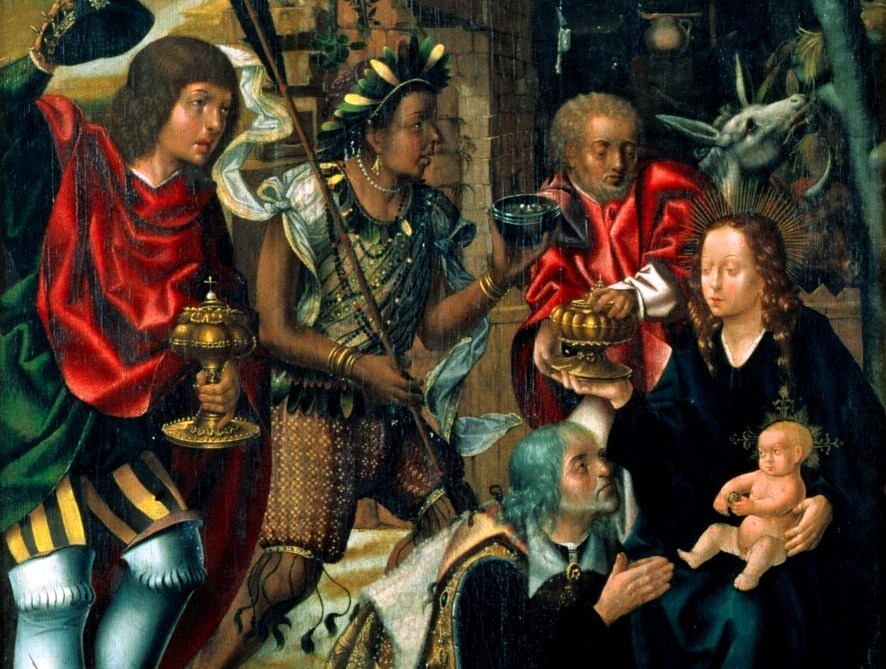
Grão Vasco: Adoração dos Magos (1501-1506) no Museu Grão Vasco.

"Romance dos três Reis Magos" é o título dado a diversos romances tradicionais portugueses que surgem espalhados pelo território luso.
Afora partilharem todos o relato da história bíblica da viagem e adoração dos três Reis Magos e serem frequentemente incorporados em cantigas de Reis, não possuem outras características comuns, revelando uma grande diversidade e indicando origens independentes. Destacam-se, pelo menos, três grupos: "São chegados os três Reis", "Avisados de uma estrela" e "Quem são os três cavaleiros" (pela sua singularidade, tratado em página própria).

## São chegados os três Reis
"São chegados os três Reis", "Partidos são de Oriente", "Partiram os três Reis Magos" ou ainda "Ó da casa, nobre gente" são alguns dos incipit deste romance muito vulgarizado. Relata a história da adoração dos três Reis Magos seguindo uma cronologia tradicional:
Guiados pela estrela de Belém, os três Reis partem do Oriente no dia de Natal para adorar o Menino Jesus. Apesar de ser longa e árdua a viagem entre as suas terras e Belém, a intervenção divina faz com que esta dure apenas treze dias. Acontece que, ao chegarem à Judeia, pedem direções ao rei Herodes, que por maldade os manda pela via errada. Contudo, uma nova intervenção divina impede que eles se percam, assinalando outra vez a rota correta com a estrela. Esta pousa, por fim, em cima de uma pequena cabana, onde o Messias se encontrava. O carácter tão estreito do edifício leva a que cada um dos três reis vá, individualmente, entregar o seu presente ao Menino Jesus, presenteando os tradicionais ouro, incenso e mirra.
O relato apresenta várias várias semelhanças com uma das Cantigas de Santa Maria, escrita em galego-português no século XIII, "Pois que dos reis, Nostro Sennor" o parece indicar que ambas tiveram como origem a tradição cristã medieval. O romance pode também ser encarado como parte integrante de uma maior tradição ibérica.

### Letra
O texto do romance é bastante mutável variando na quantidade de versos de localidade para localidade. A título exemplificativo são apresentadas de seguida duas versões recolhidas da tradição oral no final do século XIX por Gualdino de Campos e Zófimo Consiglieri Pedroso:

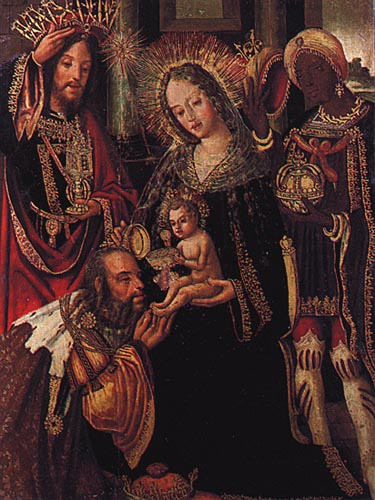
Vicente Gil e Manuel Vicente: Adoração dos Reis Magos (1501-1525) no Museu Nacional Machado de Castro.

| Recolha de Gualdino de Campos                                                                         | Recolha de Consiglieri Pedroso (Vila Nova de Gaia)                                                        |
| --- | --- |
| Escutai, ó nobre gente, escutai e ouvireis, Que da parte do Oriente, são chegados os três Reis.       | Ó da casa, nobre gente, escutai e ouvireis, Da parte do Oriente, são chegados os três Reis.               |
| São chegados os três Reis, da parte do Oriente, Visitar o Deus Menino, alto Deus Omnipotente.         | São chegados os três Reis, da parte do Oriente, Adorar a Deus Menino, alto Deus Omnipotente. (…)          |
| O caminho de um ano, fizeram-no em treze dias, Por favor muito soberano, do Infante Rei Messias.      | |
| Guiados por uma estrela, que a todo o mundo dá luz, Buscar vão outra mais bela, que é o Menino Jesus. | |
| Foram a casa de Herodes, por ser o maior reinado, Que lhes ensinasse o caminho, onde Jesus era nado.  | |
| Herodes como malvado, como perverso, malino, Aos Santos Reis ensinou, às avessas o caminho.           | Herodes como malvado, como perverso, malino, Aos santos Reis ensinou, às avessas o caminho.               |
| | Deus que estava do Céu, vendo tão grande desatino, Mandou a estrela da guia, que lhe ensinasse o caminho. |
| Os três Reis como eram santos, uma estrela os guiou, Em cima duma cabana, a estrela se pousou.        | Guiados pela estrela, foram ter logo a Belém, Adorar o Deus Menino, que nasceu pra nosso bem.             |
| A estrela se escondeu, chegando a uma cabana, Todos três se ajoelharam, a Jesus, neto de Ana.         | A estrela se poisou, em cima duma cabana, Aonde todos adoraram, a Jesus, neto de Ana.                     |
| A cabana era pequena, não cabiam todos três, Adoraram o Deus Menino, cada um por sua vez.             | A cabana era pequena, não cabiam todos três, Adoraram o Messias, cada um por sua vez.                     |
| Todos três lhe ofereceram, ouro, mirra e incenso, Não lhe ofereceram mais, porque era o Deus imenso.  | Os três Lhe ofereceram, ouro, mirra e incenso, Não Lhe ofereceram mais nada, porque era o Deus imenso.    |
| Ofereceram-lhe ouro fino, como Rei universal, Incenso, como divino, e mirra, como mortal.             | |

### Variantes
| • "São chegados os três Reis"   | Recolhida em 1893 por César das Neves e Gualdino de Campos. |
| • "Chegados são os três Reis"   | Recolhida em S. Jorge em 1899 por Teófilo Braga. |
| • "São chegados os três Reis"   | Recolhida em Coimbra em 1913 por Pedro Fernandes Tomás. Foi traduzida para as línguas inglesa (como "From the Orient They Came a-Riding") e chinesa.                             |
| • "Ó da casa, nobre gente"      | Recolhida na Estremadura em 1919 por Pedro Fernandes Tomás. |
| • "Partiram os três Reis Magos" | Recolhida em Cardigos em 1921 por Francisco Serrano. Foi adaptada para a Primeira Cantata do Natal (1950) de Lopes-Graça.                                                        |
| • "Partiram os três Reis Magos" | Recolhida em Carvoeiro em 1921 por Francisco Serrano. |
| • "Os três Reis do Oriente"     | Recolhida em Cinfães em 1950 por Virgílio Pereira. |
| • "Ó da casa, nobre gente"      | Adaptada para os Três Cantos dos Reis de Lopes-Graça. |
| • "Partidos são de Oriente"     | Recolhida em Miranda do Douro por Rodney Gallop. Foi adaptada para a Primeira Cantata do Natal (1950) de Lopes-Graça e para O Que Me Diz o Vento Mirandês (2000) de Carrapatoso. |

## Avisados de uma estrela

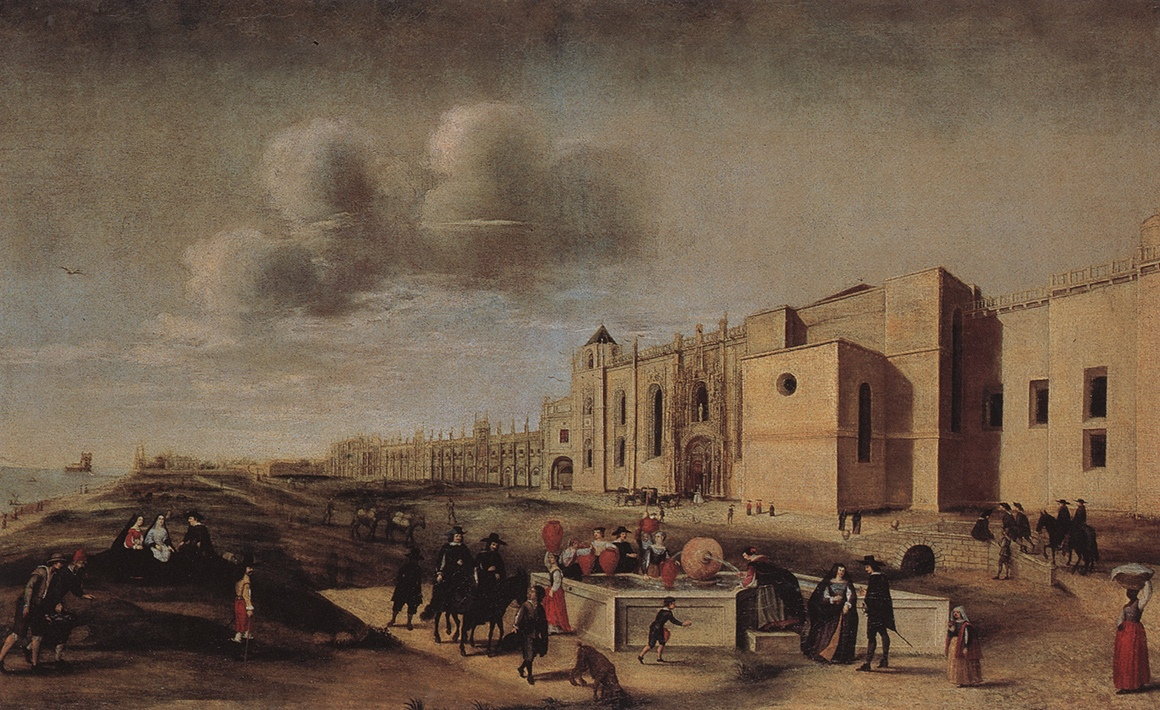
Filipe Lobo: Vista Panorâmica do Mosteiro e Praia de Belém (1657) no Museu Nacional de Arte Antiga.

"Avisados de uma estrela" ou "Partiram os três Reis Magos" são alguns dos incipit deste romance. É bastante peculiar e descreve uma viagem marítima dos magos:
Os três Reis e os respetivos séquitos embarcam numa nau e desembarcam na freguesia de Belém na cidade de Lisboa. Saem engalanados com a sua comitiva mas quando encontram o Deus Menino ficam impressionados com a sua humildade. Após receberem a Sua bênção voltam para a embarcação de volta às suas terras.
Os versos em questão surgem publicados já em 1647 numa adaptação do compositor espanhol Carlos Patiño para um dos vilancicos cantados na Capela Real portuguesa no dia de Reis.
O texto inclui uma série de incongruências propositadas visto que o autor as colocou na boca de simples marinheiros do povo. As duas primeiras, uma viagem marítima de nau dos três Reis Magos é inverossímil uma vez que o veículo não condiz com a época e porque a Belém da Terra Santa não se encontra perto da costa. É curioso notar que na cultura popular de Inglaterra existe uma cantiga de Natal quatrocentista, "I Saw Three Ships [en]" com uma viagem semelhante dos três Reis. Uma possível explicação para este conceito comum parece ser a conjugação do desconhecimento da geografia da Terra Santa com a descrição da memorável trasladação das relíquias dos Três Reis Magos desde Milão até à Catedral de Colónia, no norte da atual Alemanha no século XII.
A terceira incongruência explica as outras duas, em vez de se dirigirem à Belém bíblica, vão ter à Belém lisboeta. Esta fusão é um fenómeno comum nos vilancicos seiscentistas. Atente-se, a título de exemplo, ao vilancico anónimo dos Reis de 1648, que diz: "Vinde, moços, vinde, velhos, / e vinde Reis todos três, / que o Menino é português / pelos Santos Evangelhos" ou outro, igualmente anónimo, dos Reis de 1671, "Ali se acham portugueses (…) / Tanto que em Belém entraram, / supondo que era Lisboa, / entre se é, ou não é, / eles desta sorte o provam" que prossegue com uma procura de identificar famosos locais e características de Lisboa na paisagem de Belém.
Estas figuras e associações apesar de muito disseminadas na sua época são totalmente incompreensível para os intérpretes populares na atualidade que frequentemente tentam corrigir o que encaram como gralhas.

### Letra
| Versão de Carlos Patiño (1647) | Versão de Alenquer (1971) |
| --- | --- |

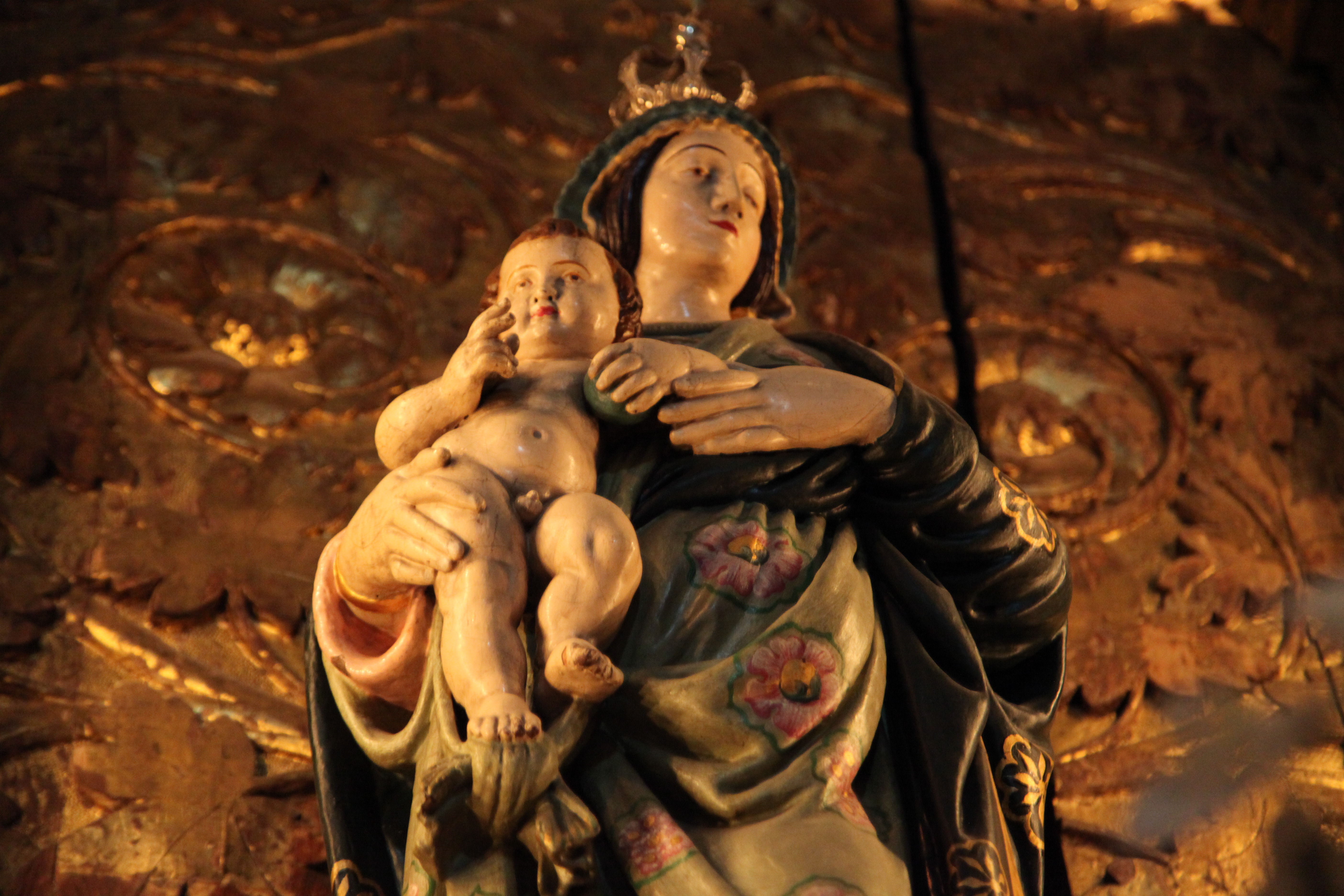
Nossa Senhora do Restelo (c. 1515) na Igreja de Santa Maria de Belém.

| Avisados de uma estrela, três Reis partem pela posta, A buscar um Rei nascido, a quem Céu e Terra adoram. Com amor e fé caminham, não pondo tempo, nem hora, Porque quando o Céu avisa, é delito haver demora. Embarcam-se em uma nau, navegando vento em popa, Porque quem com Deus navega, o mar e o vento lhe sopra. O gajeiro, que da gávea, reconhece já a costa, «Terra, terra!», diz a vozes e respondem-lhe de proa: (…) Já se descobre Belém, já se vê toda Lisboa, Os Reis se vestem de gala que os aguarda a gente fora. Entram dentro e admirados de ver humilhada a Glória, Põem os joelhos em terra e o Menino Deus adoram. Despedem-se e o Menino a Sua bênção lhes bota, E sua mãe lhes diz também: «Ide com Deus em boa hora!» Tornam à nau e o piloto, já com o apito na boca, Dá sinal que levem ferro, e a tosca celeuma soa. | Partiram’nos três Reis Magnos, da parte do Oriente, Visitaram Deus nascido, filho de a Virgem, omnipotente. Guiados pel’uma estrela, os três Reis partiram prà costa, Visitaram Deus Menino, quem no Céu a terra adora. Embarcaram numa nau, sem purder tempo nem hora. Isto com quem Deus nãovega, do mar o vento lhe assopra. Gaveiro que atrepa à gaiva, lá le respondeu de a proa, Que já se avista Bolém, já se vê Lisboa toda. O nosso rei se vestiu de gala, mais a sua gente toda. Quando chegaram ao palácio, aonde estava o nosso rei, Logo ali le perguntaram, se estavam longe de Belém. O nosso rei por ser tão bom, foi o próprio que les disse, Que fossem sempre andando, que o seu caminho seguisse. Logo ali Le ofereceram, oiro, incenso e mirra, Nem ouro como o mortal, nem incenso como o divino, Demos louvores à Senhora, demos graças ao Menino. |

### Variantes
O romance sobrevive na atualidade, tendo particular relevância na tradição do distrito de Alenquer de "pintar e cantar os Reis". Tipicamente os versos são cantados por um solista masculino (chamado popularmente de "apontador") e, de seguida são repetidos pelo coro em uníssono.
Segue-se uma lista com algumas versões musicadas do romance:
| • "Partiram'nos três Reis Magnos" | Recolhida em Cabanas de Torres em 1971 por Michel Giacometti. |
| • "Das partes do Oriente"         | Recolhida em Mação em 1921 por Francisco Serrano.             |